# بوکر (روستا)
 بوکر  به عربی ( الُبوکر )، روستایی است در دهستان وزاعیه از توابع استان تَعِز در کشور یمن در شبه جزیره عربستان.

## جمعیت
جمعیت آن (۵۰ ) نفر (۵ خانوار) می‌باشد.